# Zoombies 2 – Die Rache der Tiere
Zoombies 2 – Die Rache der Tiere (Originaltitel Zoombies 2) ist ein US-amerikanischer Tierhorrorfilm aus dem Jahr 2019. Der Filmtitel ist ein Kofferwort aus Zoo und Zombies. Der Vorgänger Zoombies – Der Tag der Tiere ist da! wurde 2016 ausgestrahlt.

## Handlung
Eine Gruppe Wilderer dringt in ein Safari-Park ein, um ein paar der exotischen Tiere für illegale Tierversuche zu stehlen. Allerdings wurde kurz vorher im Labor die Betäubungspfeile verwechselt. Anstelle eines Betäubungsmittels werden getroffene Tiere mit einem Zombievirus infiziert. Es handelt sich um das gleiche Virus, das vor drei Jahren im Eden-Wildlife-Zoo in Los Angeles zu massiven, unkontrollierbaren Tierattacken geführt hatte. Das Virus breitet sich unter den Wildtieren unkontrolliert aus.
Neben gestiegener Aggressivität und einer höheren Konstitution, erhalten die Tiere durch das Virus weitere, artenbedingte Fähigkeiten. So sind die Stachelschweine in der Lage, ihre Stacheln wie Bolzen zu verschießen und die Intelligenz der Erdmännchen steigt rapide an. Der Reihe nach werden die Wilderer Opfer der Tiere. Lediglich drei der Wilderer, darunter ihr Anführer Toronto und Jezel überleben das Massaker, da sie vom Rangerteam um Randy Hock gefangen genommen werden, beziehungsweise sich freiwillig stellen. Brooke Sullivan, Leiterin der Tierauffangstation und Ärztin, ist gar nicht davon begeistert, dass die Wilderer auf der Station bleiben sollen, bis der Militärhubschrauber da ist, um sie wegzufliegen.
Gemeinsam mit Toronto fährt das Rangerteam wieder los um zu überprüfen, ob etwas an den Gerüchten, dass die Tiere zu Bestien wurden, dran ist. Währenddessen laufen Stachelschweine Amok und töten alle in der Station außer Brooke und Jezel. Als Brooke von einem Stachel angeschossen wird, erkennt Jezel, dass das Virus keine Wirkung auf Menschen hat. Daher beschließen sie ein Gegenmittel auf Basis von Menschenblut herzustellen. Dabei findet sie heraus, dass Brooke von Randy Schwanger ist.
Das Rangerteam wird von einem Erdferkel angegriffen, wobei ein Ranger dem Tier zu Opfer fällt. Daher wollen sie wieder die Station erreichen. K.D., einer der Ärzte der Station, ist gerade dabei ein Nilpferd auszuwildern, als das Rangerteam und Toronto auf ihn stoßen. Kurze Zeit später nähert sich eine Stampede von Nashörnern, die einen aus K.D.'s Gruppe töten. Ein weiterer Ranger stirbt während der späteren Verfolgungsjagd nach dem der Jeep verunglückte.
Die drei Überlebenden Männer, Randy, Toronto und K.D. überqueren einen Fluss, wo Letzterer von einem Nilpferd gefressen wird. Randy und Toronto retten sich dabei gegenseitig das Leben. Auf der Station testen die zwei Frauen das Gegenmittel an einem Krokodil augenscheinlich erfolgreich. Wenig später finden die Männer sich in der Station ein. Wie sich herausstellt wirkt das Gegenmittel nicht, da es nur über menschliche Proteine verabreicht werden kann. Da Jezel vom Krokodil gefressen wird und Toronto will, dass Randy und Brooke eine gemeinsame Zukunft mit dem Baby haben, opfert er sich als menschlicher Antivirus.
Mit dem Hubschrauber, dessen Pilot vorher von einer Großkatze getötet wurde, schaffen sie es aus dem Krisengebiet. Dr. Ellen Rogers versichert, dass die Tiere dank des Gegenmittels sicher sind, scheint aber Experimente vorzubereiten.

## Hintergrund
In den USA erschien der Film am 26. März 2019 im Videoverleih. In Deutschland startete er am 24. Mai 2019 in den Videoverleih.
Es handelt sich um die Fortsetzung von Zoombies – Der Tag der Tiere ist da! aus dem Jahr 2016. Er baut aber nur lose auf der Handlung des Erstlings auf. 2021 erschien das Spin-Off Aquarium of the Dead. Kim Nielsen in ihrer Rolle als Dr. Ellen Rogers spielt in allen drei Filmen mit.

## Rezeption
„Zweite Auflage eines primitiven Trash-Horrorfilms, die dessen Vorgeschichte wiederzugeben behauptet, den bescheidenen Plot aber nur ein zweites Mal aufwärmt. In der Machart ebenso miserabel, wie im sadistischen Auskosten von Tötungsszenen abstoßend.“

„Horrortrash: klar, dass da Tiere ausflippen.“

Cinema kritisiert die schwache und dünne Handlung und stempelt diese als hanebüchen ab. Ebenfalls wird ganz stark der Cast bemängelt und als Fazit die Schauspieler als talentfrei bewertet.